# Nieuwklap
Nieuwklap is een gehucht in de gemeenten Westerkwartier en Groningen in de Nederlandse provincie Groningen. Het ligt aan de Friesestraatweg, de oude hoofdverbinding tussen Groningen en Leeuwarden, op de plek waar deze het Aduarderdiep kruist en bestaat uit een aantal huizen aan weerszijden van het Aduarderdiep. Het westelijk deel valt onder Aduard en hoort bij de gemeente Westerkwartier. Het oostelijk deel valt onder Groningen.
Na de aanleg van het Aduarderdiep rond 1400 werd hier een sluis gebouwd. Later werd, mogelijk met de aanleg van de Friesestraatweg in 1843, er de draaibrug de 'Nieuwe Klap' gelegd, die het gehucht vroeger met elkaar verbond en waar tol werd geheven. Naar het noorden toe lag in de 19e eeuw aan westzijde van het Aduarderdiep de Tjapkebrug of Tjapketil over het havenkanaal de Lindt. In 1938 werd de huidige vaste 'hoge brug' ernaast gebouwd voor het nieuwe tracé van de Friesestraatweg. De draaibrug werd daarop weggehaald. In 1954 werden de bruggehoofden daarvan als laatste verwijderd. Aan westzijde van het kanaal staat het in 1956 gebouwde gelijknamige café-restaurant, waarnaast een camping is gelegen. Deze camping was oorspronkelijk bedoeld voor Scandinavische trekkers langs de Groene Kustweg. Sinds de aanleg van de A7 naar Drachten, komen er echter vooral sportvissers. Vóór 1956 stond café Nieuwklap aan westzijde van het diep, maar dit gebouw is in 1970 afgebroken.
Aan oostzijde van de voormalige draaibrug stond vanaf 1854 korenmolen 'Hoop op Zegen'. In 1927 werd deze molen onttakeld en in 1981 werd het onderstel weggehaald. Op de plek van de molen is tegenwoordig een watersportcentrum gevestigd. Iets oostelijker ligt nog een rij huizen aan de oude Friesestraatweg die begin 20e eeuw zijn gebouwd en ook bij Nieuwklap horen. Ten oosten daarvan ligt de buurtschap Slaperstil.
Ten noorden van het westelijke deel ligt de Nijlandsterpolder, waarvan Nieuwklap wordt gescheiden door de Lindt. Direct ten noorden van het café stond in deze polder een boerderij uit 1694. In 2008 stortte de voorgevel hiervan per ongeluk in tijdens sloopwerkzaamheden. Op de plek van de boerderij zijn appartementen gepland in de vorm van een boerderij.

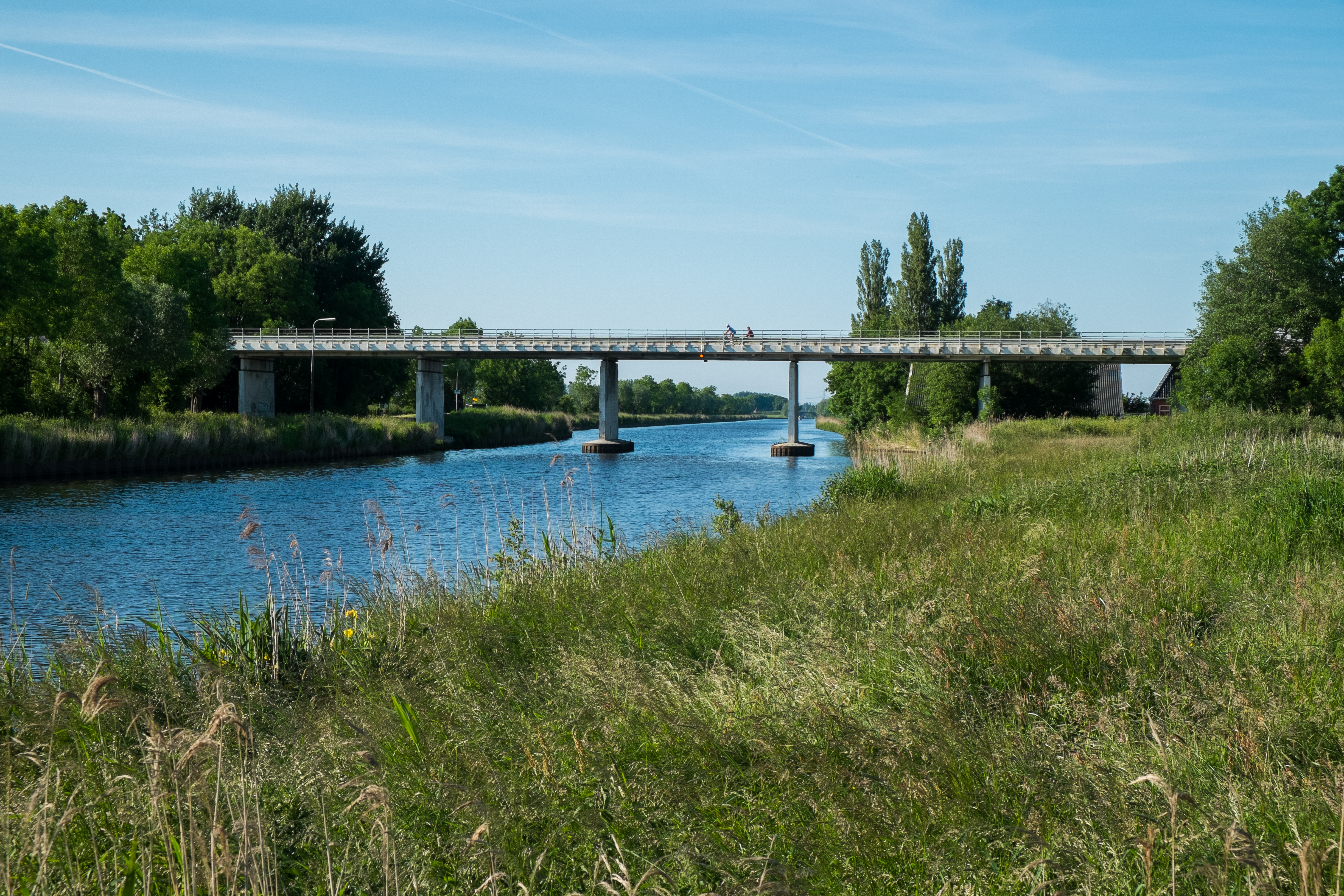
De Nieuwklap gezien vanaf het Groningse deel
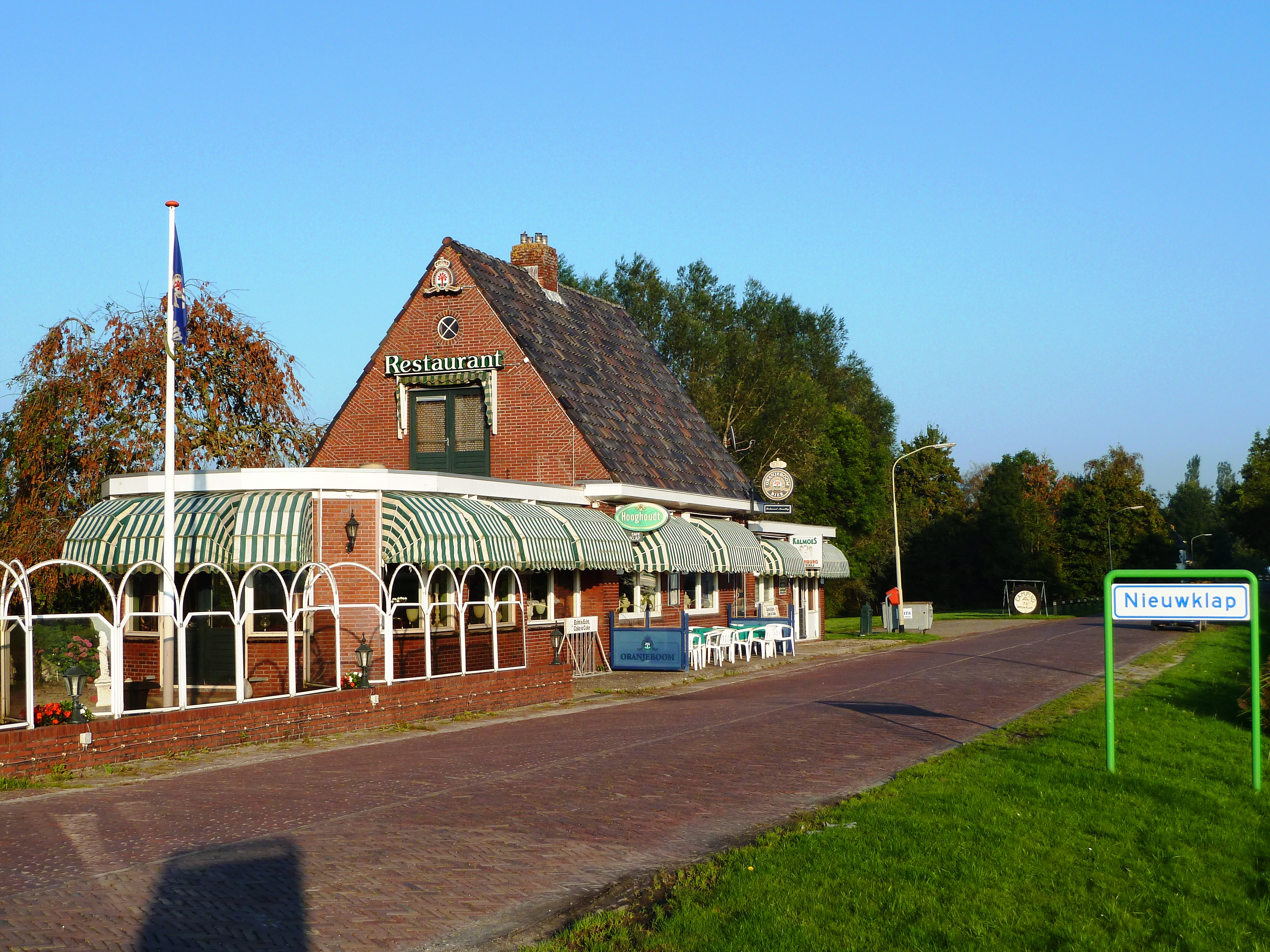
Café-restaurant Nieuwklap aan westzijde van het Aduarderdiep
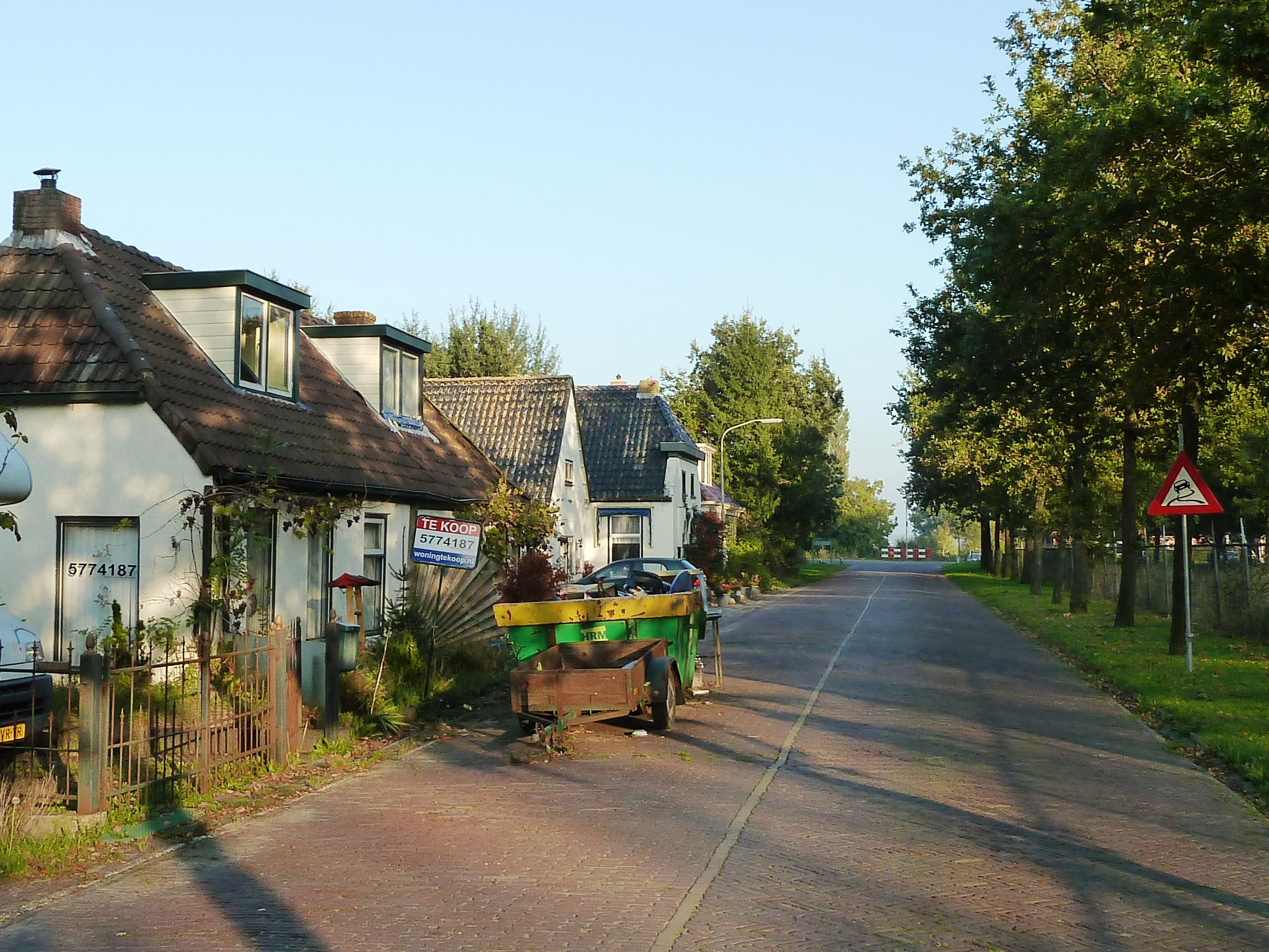
Straatbeeld aan westzijde van het Aduarderdiep
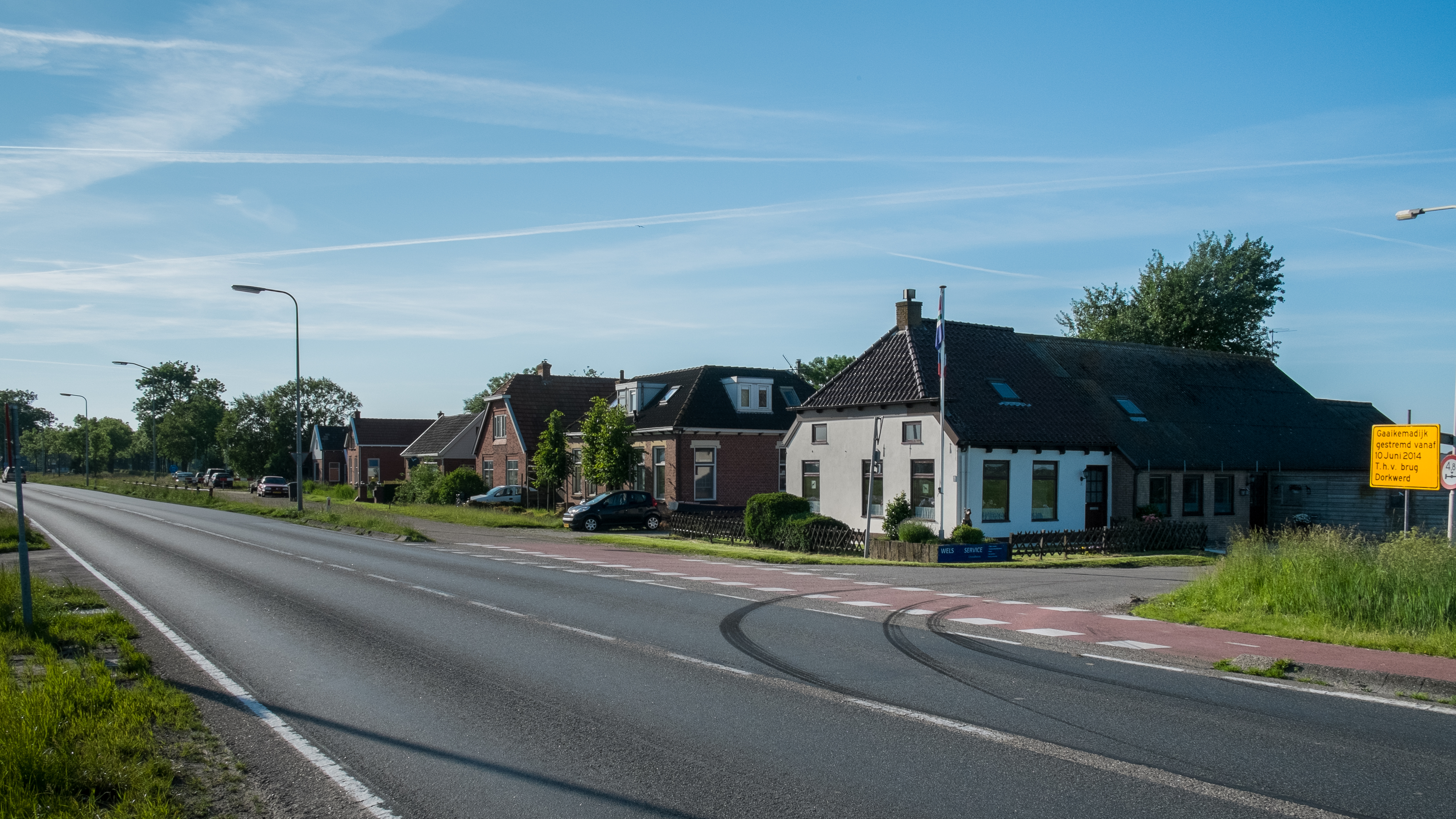
Rij huizen aan oostzijde van het Aduarderdiep
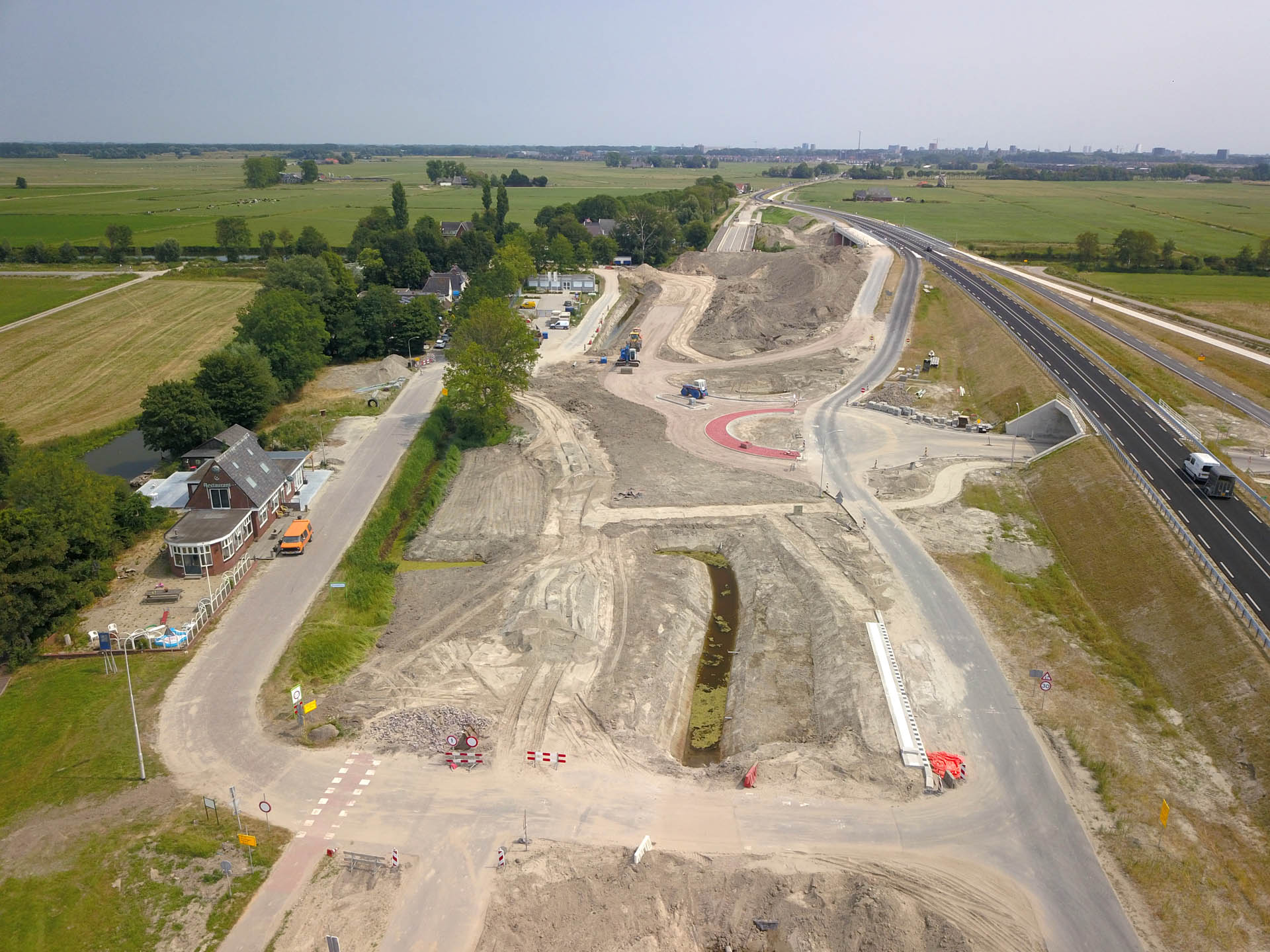
Westzijde van Nieuwklap vanuit de lucht gezien. Hier wordt gebouwd aan de nieuwe rondweg rond Aduard op 21 juli 2018